# Jonah Lomu
Jonah Tali Lomu MNZM (* 12. Mai 1975 in Māngere; † 18. November 2015 in Auckland) war ein neuseeländischer Rugby-Union-Spieler.

## Leben und Karriere
Lomu lebte die ersten sechs Jahre seines Lebens bei einer Schwester seiner Mutter auf Tonga, bevor er zu seinen Eltern zurückkehrte. Er wuchs in schwierigen familiären und sozialen Verhältnissen auf.
Während er das Wesley College in Paerata bei Pukekohe besuchte, wurde er von Phil Kingsley Jones, einem Jugendtrainer für Counties Manukau Rugby Union, entdeckt, nachdem er bereits für seine Schulmannschaft gespielt hatte. 1991 spielte er für die neuseeländische U-17 Nationalmannschaft. 1994 rückte er ins internationale Rampenlicht beim Hong-Kong-Sevens-Turnier. Er wurde für zwei Länderspiele gegen Frankreich im Juni und Juli 1995 nominiert und wurde mit 19 Jahren das jüngste Teammitglied aller Zeiten bei den All Blacks. Er erhielt ein Angebot vom Rugby-League Team Canterbury-Bankstown Bulldogs, das er aber nicht annahm. Er wurde von da an in der Position des Außendreiviertel eingesetzt. Er sorgte mit seinem Stil und vor allem durch seine überlegene Schnelligkeit für Furore. So lief er zu seinen besten Zeiten trotz etwa 125 kg Körpergewicht und 1,96 Meter Körpergröße die 100 m in 10,8 Sekunden und konnte somit oft die gegnerischen Verteidigungslinien durchbrechen. Sein Einsatz im Spiel gegen England in der Weltmeisterschaft 1995 wurde zum besten Spieleinsatz aller Zeiten gewählt. Nach der Weltmeisterschaft 1995 erhielt er Vertragsangebote von der National Football League in den Vereinigten Staaten, die er jedoch ausschlug. Er wurde zum ersten Superstar der Rugby Union.
In seiner Profizeit spielte er 63 Mal für die All Blacks, wobei er bei 37 Versuchen insgesamt 185 Punkte erzielte. Mit 15 Versuchen bei der Teilnahme an den Weltmeisterschaften 1995 und 1999 stellte er einen ungebrochenen Rekord auf.
Bereits im Jahr 1994 wurde bei ihm ein Nephrotisches Syndrom (ein seltenes Nierenleiden) entdeckt, durch das er seine Klasse nie ganz ausspielen konnte. Ab 1998 machte sich seine Erkrankung im Spieleinsatz bemerkbar, bis er ab 2001 vom regelmäßigen Spieler zum Einwechselspieler wurde. Sein letztes Spiel für die Nationalmannschaft spielte er im November 2002 gegen Wales. 2003 musste er schließlich vom Profisport zurücktreten.
Nach einer Nierentransplantation 2004 feierte er ein Comeback mit dem letztendlich nicht erreichten Fernziel, an der Rugby-Weltmeisterschaft 2007 in Frankreich teilzunehmen. Er spielte im Abschiedsspiel für Martin Johnson, wo er sich bei einem Versuch an der Schulter verletzte und operiert werden musste. Dann spielte er für die Cardiff Blues mit einem Kurzzeitvertrag, brach sich jedoch einen Knöchel. Danach spielte er für die neuseeländische Provinz North Harbour im Air New Zealand Cup, konnte sich dort jedoch nicht durchsetzen und erhielt von keiner neuseeländischen Provinz einen Vertrag für die Super 14. Nach diesem Rückschlag gab er öffentlich zu, dass sein Traum, bei der Weltmeisterschaft zu spielen, unerreichbar geworden sei. Allerdings erklärte Lomu bei einem Gastvortrag am 21. September 2007 in Genf, dass er das Ziel habe, 2008 wieder im professionellen Rugby zu spielen. Im Jahr 2009 wurde er vom französischen Drittligisten Marseille Vitrolles Rugby verpflichtet; er erhielt einen Zwei-Jahres-Vertrag.
Im Jahr 2011 war er als Botschafter für die Rugby-Union-Weltmeisterschaft in Neuseeland tätig. Gleichzeitig wurden erneut schwere gesundheitliche Probleme Lomus bekannt. Aufgrund einer Abstoßungsreaktion des Körpers gegenüber der gespendeten Niere musste Lomu sich erneut Dialysen unterziehen.
2015 drehte er einen Film in Südafrika über die Weltmeisterschaft von 1995 und nahm im Rahmen der Weltmeisterschaft in England zahlreiche Sponsorenverpflichtungen wahr. Er kehrte am 17. November nach Neuseeland zurück und starb am frühen Morgen des 18. November 2015 im Alter von 40 Jahren in Auckland aufgrund eines Herzstillstands.
Am 4. Juni 2007 wurde Lomu zum Mitglied des New Zealand Order of Merit ernannt.
Im Jahr 1996 heiratete Lomu eine Südafrikanerin; das Paar trennte sich 1998. 2003 folgte eine zweite Eheschließung, 2012 eine dritte. Er hinterließ zwei Söhne aus seiner dritten Ehe.
Nach seinem Tod gründete die Rugbyspielervereinigung New Zealand Rugby Players Association eine Stiftung zur Unterstützung von Lomus Söhnen, nachdem sich herausgestellt hatte, dass Lomus finanzielle Situation kritischer gewesen war als angenommen. Von verschiedenen Stellen wurde betont, dass die Einnahmen seiner aktiven Zeit bei weitem überschätzt worden seien und sich nicht im Millionenbereich bewegt hätten. Außerdem wurde darauf hingewiesen, dass seine Erkrankung seine Verdienstmöglichkeiten erheblich eingeschränkt habe, wie auch die damalig abgeschlossenen Sponsorenverträge, die weniger lukrativ als heutige ausgefallen seien. Gleichzeitig schilderte man Lomu als einen stets hilfsbereiten und großzügigen Mann, dessen Selbstlosigkeit man in dieser Form nun würdigen wolle.